# Osmar Terra
Osmar Gasparini Terra (Porto Alegre, 18 de febrero de 1950) es un médico y político brasileño. Afiliado al Partido del Movimiento Democrático Brasileño, fue ministro de Desarrollo Agrario de Michel Temer y, entre 2019 y 2020 fue ministro de ciudadanía, durante la presidencia de Jair Bolsonaro.

## Biografía
Osmar Gasparini Terra, nacido en Porto Alegre el 18 de febrero de 1950, se formó en Medicina por la Universidad Federal de Río de Janeiro (UFRJ). Más tarde, se especializó en Salud Perinatal, Educación y Desarrollo del Bebé en la Universidad de Brasilia (UnB). En la Pontificia Universidad Católica del Río Grande del Sur (PUC/RS), realizó un máster en Neurociencia.[cita requerida]

## Trayectoria
Terra ingresó en el Partido del Movimiento Democrático Brasileño (PMDB) en 1986. Fue elegido alcalde de la ciudad de Santa Rosa (RS), en 1992. Como suplente en la Cámara Federal, ocupó la silla de diputado de 2001 hasta 2003. En 2007, fue elegido diputado federal por el Río Grande del Sur.
En Porto Alegre (RS), Osmar Terra fue superintendente del Instituto Nacional de Asistencia Médica de la Sanidad Social (Inamps), de 1986 a 1988, durante la implementación del Sistema Único de Salud (SUS) en el estado. Trabajó como secretario provincial de Salud del Río Grande del Sur, en el periodo de 2003 a 2010. Fue en ese periodo que diseñó e implementó el Programa Primera Infancia Mejor (PIM), que se hizo en política pública provincial en 2006. Fue secretario ejecutivo del Programa Nacional Comunidad Solidaria, de 1999 a 2001.
Asumió el Ministerio del Desarrollo Social y Agrario (MDSA) el 13 de mayo de 2016. Fue escogido por el presidente Michel Temer para comandar una de las carpetas más importantes del área social del gobierno federal.
Actualmente, Terra está en el quinto mandato como diputado federal por el PMDB. La primera infancia es una de sus principales banderas. En su actuación en el Congreso Nacional, Osmar Terra fue autor de la ley 13.257/2016, que instituyó el Marco Legal de la Primera Infancia. En el Ministerio, él está al frente de programas como Bolsa Familia y Criança Feliz.
Además de la preocupación con el desarrollo infantil y la garantía de atención especializada en la primera infancia, Osmar Terra tuvo el combate a las drogas como una de sus principales preocupaciones en la actuación parlamentaria. Opositor de las propuestas que predican la liberación de las drogas, Terra argumenta que en países donde eso ocurrió hubo crecimiento en los índices de violencia.